# Сенар
Сенар — имение русского композитора Сергея Рахманинова в Швейцарии. Расположено в местечке Хертенштейн, коммуна Веггис, в кантоне Люцерн на берегу Фирвальдштетского озера с видом на гору Пилатус.
Вилла представляет собой два дома, 10 га земли с садом, набережную и причал.
Название виллы «Сенар» составлено из первых букв имён супругов Рахманиновых — Сергея и Натальи, а также первой буквы фамилии.
В имении Рахманинов создал одно из самых известных и часто исполняемых своих произведений — Рапсодию на тему Паганини.

## История
В Швейцарию композитор-эмигрант Сергей Рахманинов впервые приехал из США в 1930 году, приобрёл в деревне Хертенштейн под Люцерном земельный участок площадью десять гектаров с видом на Фирвальдштетское озеро и гору Пилатус, начал строительство виллы «Сенар». Жил здесь с летних месяцев 1932 до 1940 года.
Планировка виллы и двухэтажного дома-усадьбы из ностальгических соображений эмигранта полностью соответствовала покинутому им в России имению в Ивановке (Тамбовская область), был разбит похожий сад с теми же деревьями — яблонями, клёнами и каштанами.
В 1934 году Рахманинов с семьёй полностью перебрался во вновь построенное имение. Здесь он написал «Рапсодию на тему Паганини», одно наиболее известных и часто исполняемых в XX веке его произведений. 
Рахманинов выражал желание быть похороненным в имении «Сенар», однако с началом Второй мировой войны композитор переехал в США, кончина застала его в Калифорнии, и он был погребён близ Нью-Йорка.
После смерти композитора в 1943 году имение перешло к его наследникам, сначала ко второй дочери Татьяне, а затем к внуку Александру Рахманинову (1933—2012), основателю Фонда С. В. Рахманинова.  
К 2013 году в имении «Сенар» сохранилась подлинная обстановка, мебель, музыкальные инструменты, рояль Steinway, подаренный композитору В. Стейнвеем, уникальные предметы культурного наследия С. В. Рахманинова — дневники, ноты, переписка, архив.

## Имение в XXI веке
После смерти в начале ноября 2012 года Александра Рахманинова, внука и единственного наследника композитора, родственники планировали выставить имение «Сенар» на аукцион с последующей распродажей по частям имущества и уникальных предметов культурного наследия С. В. Рахманинова. Согласно завещанию А. Рахманинова, права на имение и все предметы интерьера, а также архив, рояль и личные вещи композитора должны перейти Фонду С. В. Рахманинова, его возглавила вдова последнего владельца Наталья. Вместе с тем, по швейцарскому законодательству, вне зависимости от воли завещателя, 50 % имущества умершего должны получить его дети, которых у внука Рахманинова от прежних браков четверо. 
В этих обстоятельствах арт-директор Фонда С. В. Рахманинова, пианист Денис Мацуев поднял перед президентом РФ Владимиром Путиным вопрос о выкупе имения в пользу России для устройства Международного культурного центра — мемориального музея композитора, проведения там музыкальных мастер-классов, фестивалей и конкурсов. Цена вопроса, по экспертным оценкам, составляет примерно 18 млн швейцарских франков (630—650 млн рублей в конвертации 2013 года). Президент Путин согласился предпринять усилия для реализации этой идеи за счёт внебюджетных средств. Вскоре Министерством культуры РФ был подыскан покупатель, готовый потратить в пользу государства свои личные накопления и в дальнейшем нести расходы по содержанию виллы. Узнав об амбициозных намерениях российской стороны, родственники последнего владельца имения проводят новую, четвёртую по счёту, оценку имущества с лондонскими экспертами аукциона Sotheby's с целью уточнения реальной стоимости объекта, выбора схемы продажи — оптом или в розницу. Экспертами доказано, что в целостном виде «Сенар» представляет бесспорную историческую и музейную ценность не только для России, но и для всего мира.
В 2022 году вилла «Сенар» ушла во владение кантона Люцерн. Фонд русского музыканта заключил с местными властями договор, согласно которому вилла становится объектом культурного наследия страны и вскоре может перейти под эгиду ЮНЕСКО. На реконструкцию потратят больше 15 миллионов швейцарских франков (1,3 миллиарда рублей).
Ранее права на имение и все предметы интерьера перешли от Фонда композитора Урсу Цсивилеру бывшему послу Швейцарии в США. А он принял решение разорвать отношения с Россией, выгнать из руководства фонда Дениса Мацуева и выкупить виллу у внуков Рахманинова, чтобы передать во владение Люцерна.
Теперь вилла Рахманинова к России не имеет никакого отношения, даже на бумаге. Согласно достигнутому соглашению, четыре правнука Сергея Рахманинова получат за это по два миллиона франков (173 миллиона рублей) каждый. Нотариальное заверение договора купли-продажи состоялось 1 апреля 2022 года. Теперь кантон обязан привести в порядок, выделив на это более 15 миллионов франков.